# Fiat 128
La Fiat 128 (nome in codice di progetto X1/1) è un'automobile, prodotta dalla casa automobilistica italiana Fiat nello stabilimento di Rivalta di Torino tra il 1969 e il 1983 in Italia (dove è stata in vendita fino al 1985), e fino agli anni novanta in Sudamerica, Egitto e Jugoslavia.

## Descrizione e storia

### La prima serie (1969-1972): Le versioni berlina e familiare

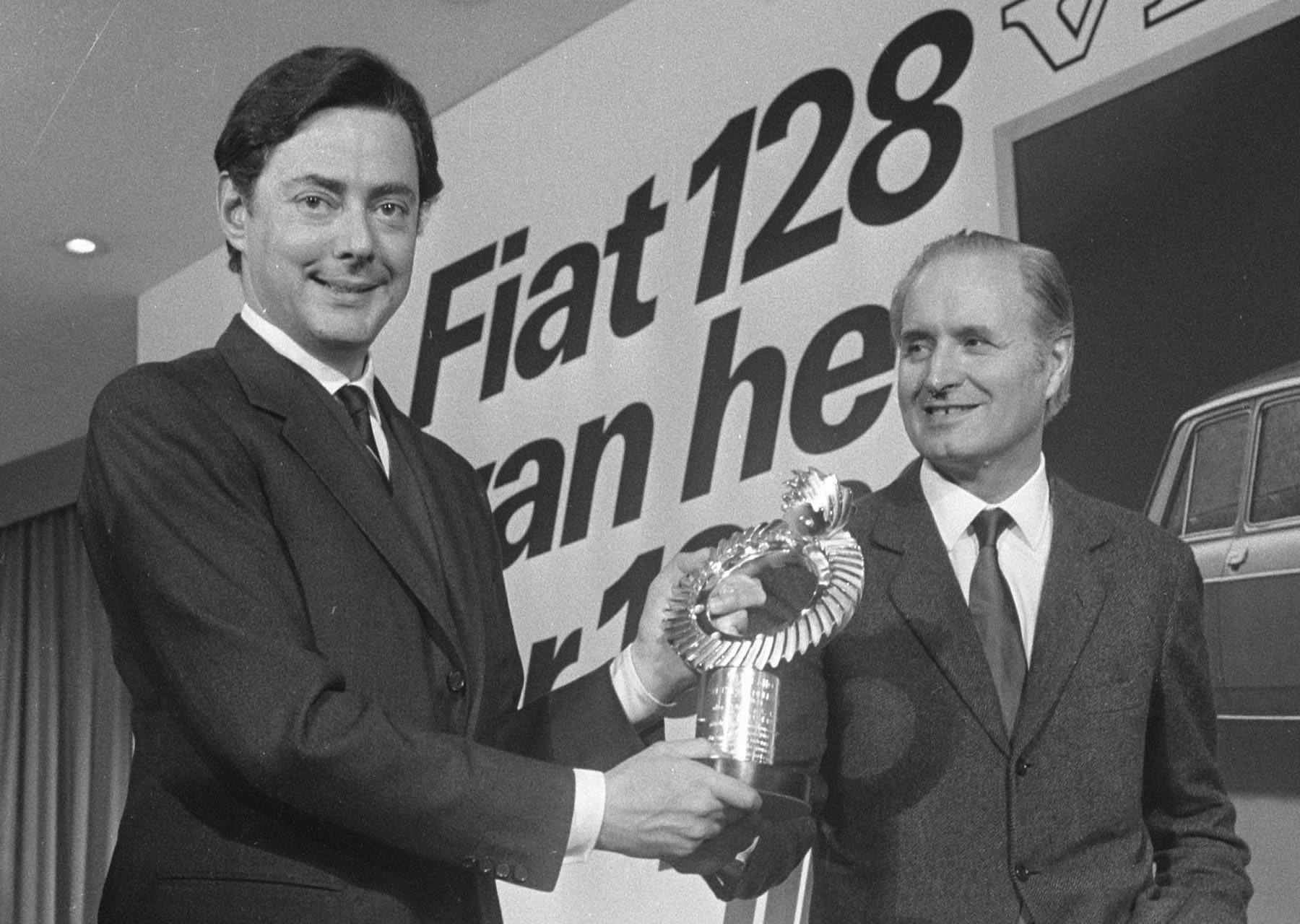
Umberto Agnelli e Dante Giacosa il 5 febbraio 1970 all'Hilton di Amsterdam mentre ricevono il premio di Auto dell'anno per la Fiat 128.

La prima serie della Fiat 128 venne lanciata sul mercato nell'aprile 1969, inizialmente affiancando la vecchia Fiat 1100, per poi sostituirla.

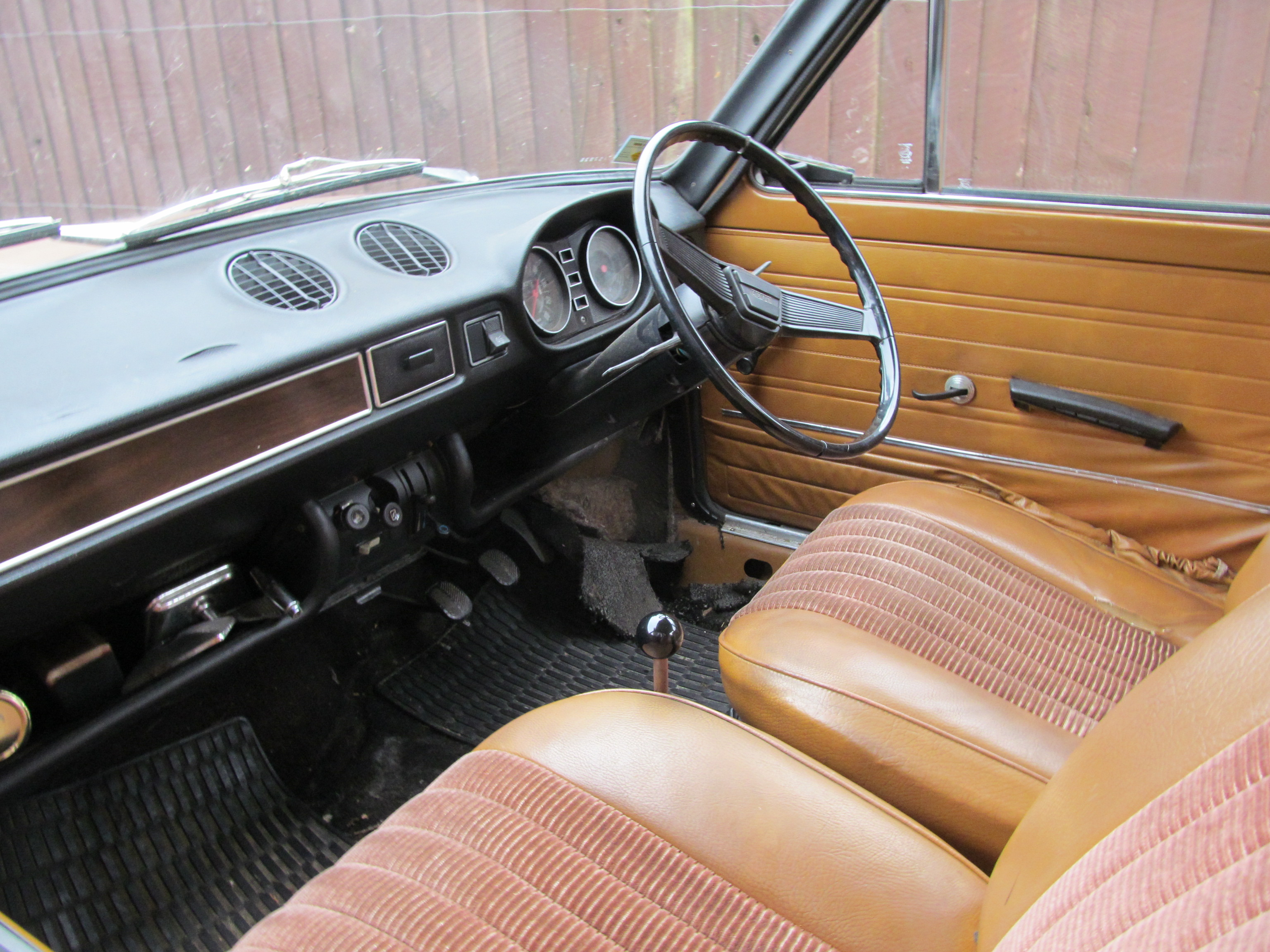
Interni

Prima vettura di serie con marchio FIAT a trazione anteriore, dopo anni di sperimentazione e collaudo delle soluzioni cinematiche sui modelli Autobianchi Primula, fu progettata da Dante Giacosa (padre di tutti i modelli FIAT fino ai primi anni settanta), ed era considerata una vettura all'avanguardia.
In quegli anni la configurazione tutto avanti era una soluzione poco diffusa in Italia e sino a quel momento osteggiata dai vertici FIAT, utilizzata da Lancia (sui modelli Flavia e Fulvia), dalle francesi Citroën, Peugeot, Panhard, Renault e SIMCA, dalle inglesi (Austin/Morris) o da alcuni costruttori tedeschi (allora) minori come Audi e DKW. La vera innovazione rispetto a quasi tutte le concorrenti pioniere della trazione anteriore fu il gruppo motore-trasmissione montato in posizione trasversale, con il cambio in linea a sinistra del motore, ciò che consente un ottimale sfruttamento dello spazio nell'abitacolo. Questo schema, oggi adottato da tutti i costruttori sulle piccole-medie trazioni anteriori, è significativamente chiamato "disposizione Giacosa", dal nome dell'ingegnere italiano. La 128 è caratterizzata anche da altre scelte tecniche innovative: le sospensioni a quattro ruote indipendenti consistevano in uno schema McPherson all'avantreno e in una sospensione con balestra trasversale, con funzione anche di barra stabilizzatrice al retrotreno. 
L'interno è più improntato alla funzionalità che al lusso, con un cruscotto semplice e razionale, sedili rivestiti in finta pelle, finiture semplici e una notevole abitabilità interna, anche grazie all'assenza del tunnel centrale e al pavimento quasi completamente piatto.

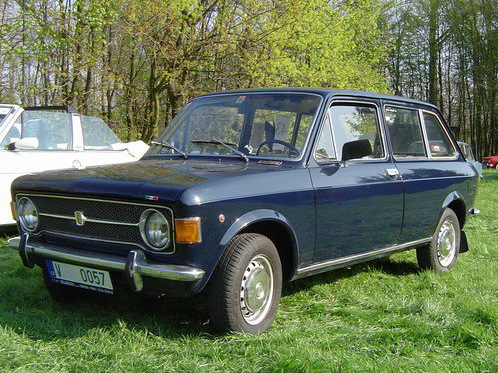
128 Familiare prima serie

Al debutto era disponibile una sola motorizzazione: un nuovo 4 cilindri in linea di 1116 cm³ da 55 CV, con albero a camme in testa azionato da cinghia dentata in gomma, che comandava direttamente le punterie senza interposizione di bilancieri. La velocità massima veniva dichiarata in circa 140 km/h.
La linea, piuttosto spigolosa e priva di concessioni alla stravaganza, segue i dettami stilistici in voga all'epoca, già adottati dalla FIAT per i precedenti modelli "124" e "125". La gamma iniziale prevedeva le versioni berlina 3 volumi a 4 o 2 porte e, sul corpo vettura di quest'ultima, anche la "Familiare" a 3 porte presentata nell'autunno del 1969.
La "128" ottenne subito un notevole successo di vendita in tutta Europa, anche aggiudicandosi il premio di Auto dell'anno nel 1970. Narra il designer Giorgetto Giugiaro che, recandosi a Wolfsburg per presentare i bozzetti del disegno della futura Golf, vide nel reparto progettazione Volkswagen una "128" completamente smontata; i tecnici tedeschi ritenevano infatti che la berlina Fiat fosse il miglior esempio di "auto medio piccola" moderna, alla quale ispirarsi per lo schema tecnico.
Al momento del lancio la Fiat 128 si confrontava, nella sua categoria, con pochi modelli a trazione anteriore, Peugeot 204 e Simca 1100 (già con carrozzeria a portellone), rispetto alle quali offriva qualità di guida più moderne, mentre tecnicamente e dinamicamente surclassava le Ford Escort Mk1 e le Opel Kadett B, a trazione posteriore, motori ad aste e bilancieri, retrotreno ad assale rigido con balestre.

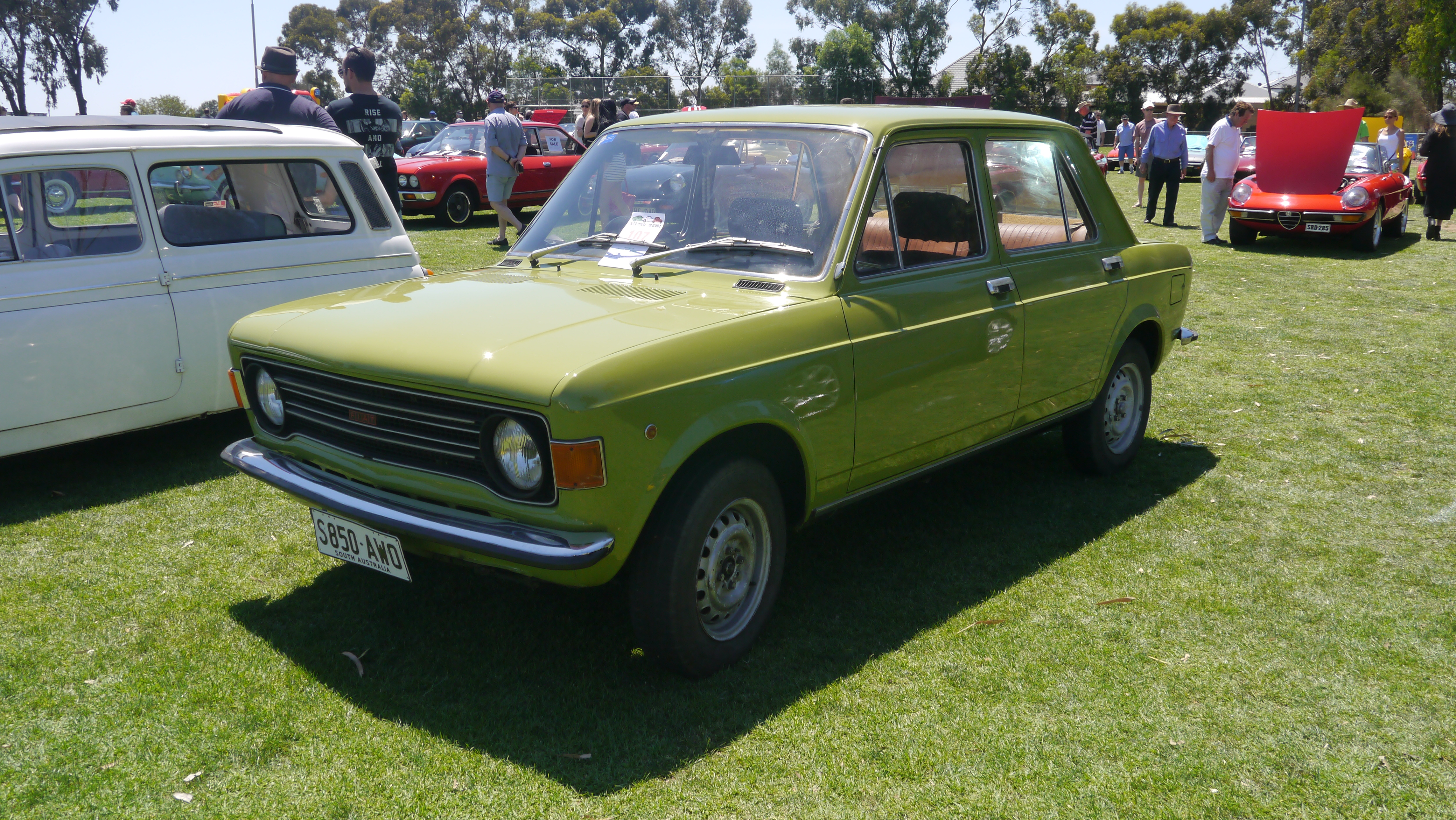
128 seconda serie

### La seconda serie (1972-1976)
Dopo l'ingresso sul mercato avvenuto nel 1971 delle concorrenti Citroën GS e Alfasud, entrambe di prezzo superiore ma con caratteristiche meccaniche sofisticate (sospensioni idropneumatiche per la GS, motori a cilindri contrapposti e 4 freni a disco per l'Alfa), la Fiat operò un restyling della 128 che diede vita alla seconda serie. Questa si distingueva per una calandra di un diverso disegno, per l'eliminazione dei rostri dai paraurti, nuove coppe ruota e interni con volante e plancia rivisitati oltre che per la diversa fanaleria posteriore. La seconda serie, sempre dotata del motore da 1116 cm³ con potenza invariata, rimase a listino fino al 1976 e ad essa si affiancò, dal 1974, la 128 Special sia con il motore originario, sia con il motore da 1.3 litri della Rally ma depotenziato a 60 CV e che venne reso disponibile anche per le versioni normali e per la familiare. La Special si caratterizzava per un allestimento più ricco, con un listello decorativo che correva su tutta la fiancata e i proiettori anteriori di forma quadrata incastonati in una nuova e più impreziosita calandra. Anche gli interni erano più curati, con moquette sul pavimento e sedili più imbottiti. La 128 1300 (normale o Special) aveva prestazioni leggermente superiori alla versione 1100: raggiungeva infatti i 145 km/h e, avendo più coppia e potenza, migliorava i tempi di accelerazione e ripresa.

### La terza serie (1976- 1985)

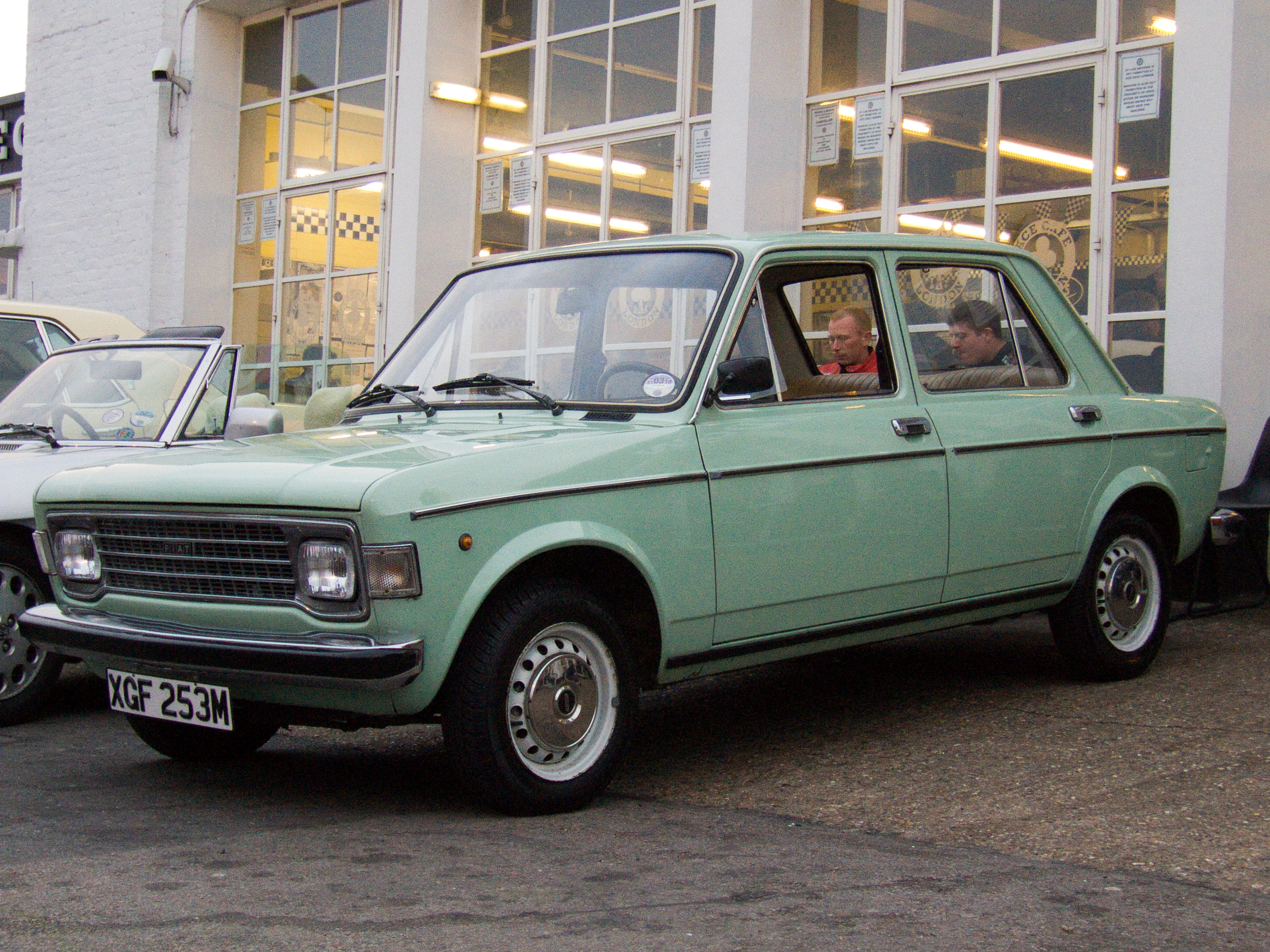
128 special 1974

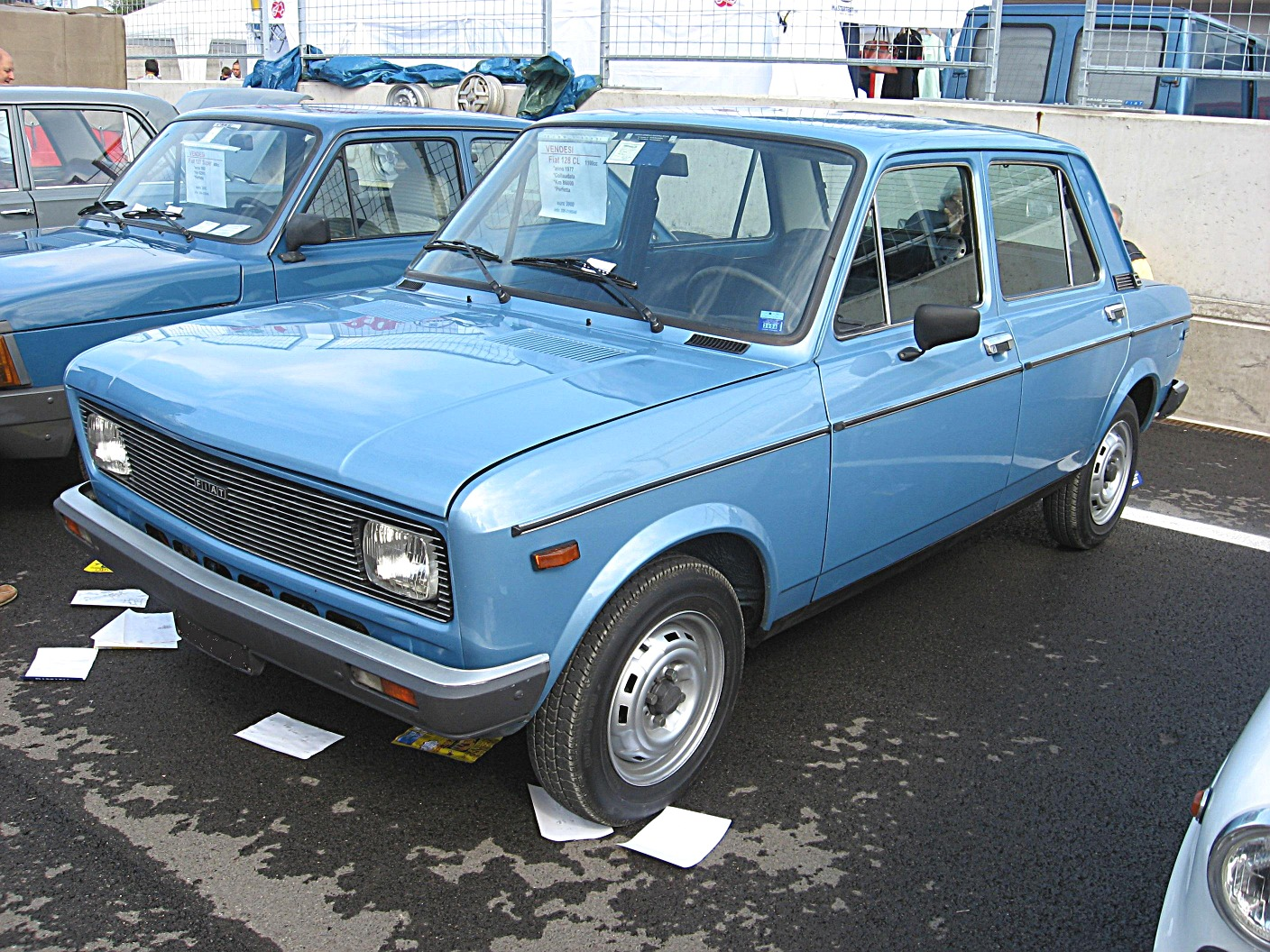
128 terza serie del 1977

Con l'avvento della "Golf I" (1974), della Renault 14 del 1976 e della nuova generazione di medie a 2 volumi con portellone posteriore, la carrozzeria della 128 divenne obsoleta e le vendite ne risentirono. In Fiat decisero dunque di sottoporre la 128 a un sostanzioso restyling, procedendo alla necessaria e al tempo imposta "plastificazione" anche di questo modello. Fu così che nacque la terza serie, dotata di vistosi paraurti avvolgenti in resina elastica e di una nuova fanaleria; il frontale aveva ora i fari quadrati della 128 special e il posteriore aveva dei grossi gruppi ottici in plastica incorporanti le luci di retromarcia. La fiancata venne aggiornata con nuove luci di direzione laterali, un nuovo fregio alla base del montante posteriore e una targhetta sul parafango posteriore che indicava la cilindrata e il tipo di allestimento (Base, C, e CL). Anche gli interni vennero sottoposti a modifiche, con abbondanti profusioni di plastica per la plancia, un nuovo volante, una nuova strumentazione. La novità più importante era comunque l'adozione di un rapporto al ponte più lungo al fine di diminuire i consumi, sebbene a scapito della brillantezza di marcia. Questo restyling, che rilanciò le vendite senza però riportarle ai livelli dei primi anni, poco poteva contro la nuova moda della linea a due volumi per le auto di segmento C a cui la 128 apparteneva. Nell'aprile del 1978 la Fiat lanciò quindi sul mercato la Fiat Ritmo che, con la sua innovativa carrozzeria a 2 volumi, assecondava le tendenze stilistiche allora più in voga su questo tipo di vetture. La Fiat decise comunque di mantenere ancora in produzione la 128 per un certo periodo di tempo, ad un prezzo più contenuto rispetto alla Ritmo - ma senza per questo renderla un'auto "low cost" -  per due motivi principali: perché una parte di clientela mostrava ancora di gradire la carrozzeria a tre volumi sulle berline compatte e perché la 128, anche se appariva superata sul piano stilistico, offriva comunque una formula ancora valida dal punto di vista tecnico. Alla fine del 1978 la gamma della 128 fu semplificata, mediante l'eliminazione della motorizzazione di 1300 cc e degli allestimenti "Base" e "C" sulla berlina e "C" e "CL" sulla Panorama. Furono quindi mantenuti in listino il solo motore di 1100 cc in allestimento "CL" per la Berlina e in allestimento "Base" per la meno richiesta Panorama, anche perché sarebbe stato complicato far derivare dalla Ritmo una versione con carrozzeria familiare. Nell'autunno del 1980 la 128 Panorama uscì di produzione e fu sostituita dalla nuova "127 Panorama" presentata in quel periodo. La 128 berlina restò invece in produzione a Rivalta (TO) fino a settembre del 1983. Una volta esaurite le scorte delle unità prodotte in Italia, la 128 rimase ancora in listino tramite l'importazione di esemplari prodotti in Yugoslavia dalla Zastava.  La 128 berlina  in Italia uscì definitivamente dal listino Fiat nell'agosto 1985, quando il suo prezzo di vendita aveva ormai raggiunto i 9 milioni di lire.

## Altre versioni

### La versione Rally
Nel 1971, allo scopo di conferire un'immagine di sportività, venne presentata la 128 Rally, basata sulla versione a 2 porte. L'aspetto esteriore presentava lievi modifiche estetiche (mascherina anteriore verniciata in nero opaco, strisce adesive laterali nere e gruppi ottici posteriori tondi, gli stessi della 850 Sport Coupé, anziché rettangolari), ma era equipaggiato con un motore potenziato a 67 CV, grazie all'aumento di cilindrata a 1290 cm³, e caratterizzato da finiture degli interni particolarmente curate e quadro strumenti di impronta sportiva.

### Il modello Coupé

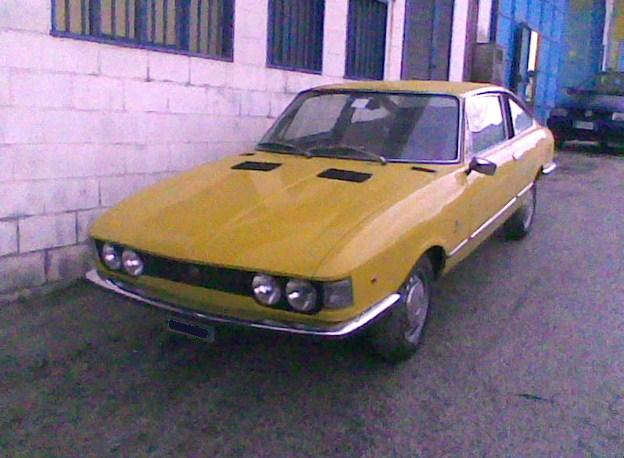
Una Fiat 128 Moretti Coupé

Già nel 1970 il carrozziere Moretti realizzò una propria interpretazione nelle versioni coupé e targa ("Moretti 128 Roadster") costruite in piccola serie, mentre il preparatore Giannini realizzò alcune elaborazioni sportive della 128, sia in versione "berlina" che "Rally".
Nell'autunno del 1971 la FIAT lancia le proprie versioni coupé (denominate "Sport", come da tradizione), realizzate sul pianale accorciato della berlina. Oltre a modifiche alle sospensioni anteriori (venne aggiunto un braccio inferiore per creare uno schema simile a quello a quadrilateri), le "Sport" potevano contare su motori (di 1116 e 1290 cm³) potenziati (rispettivamente 64 e 75 CV) e su due allestimenti: "S" (con fari anteriori quadrati e interni semplificati) e "SL" (con doppi fari anteriori circolari, mascherina specifica e interni più curati e strumentazione completa di contagiri).

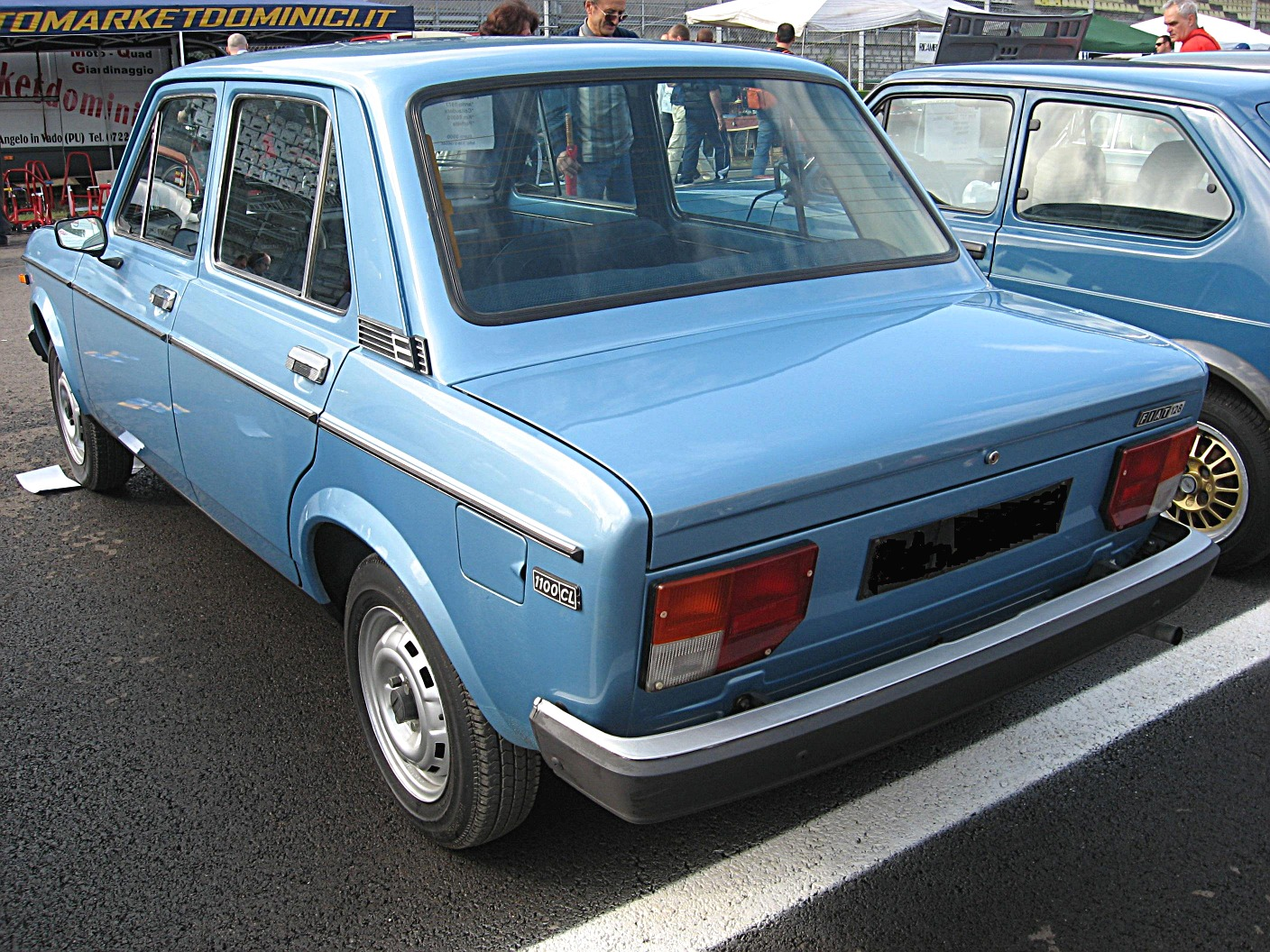
128 terza serie

Nel 1975 la "Sport" venne modificata nella parte posteriore, completamente ridisegnata e dotata di un ampio portellone. La nuova denominazione del modello fu "128 Coupé 3P", mentre la meccanica (motori compresi) rimase la stessa della serie precedente. Questo modello di sportiva-familiare, forse perché troppo in anticipo sui gusti del pubblico, non incontrò il successo che pure avrebbe meritato per intelligenza progettuale e sobrietà di costi. Nell'aprile del 1978, contemporaneamente alla presentazione della "Ritmo" al Salone di Torino, fu presentata l'ultima evoluzione della 128 Coupé, denominata "128 Sport - Serie Speciale". In pratica, si trattava di un rifacimento della GXL estera, con l'aggiunta di evidenti caratterizzazioni: uno spoiler sotto al lunotto, paraurti e specchietti neri, vistosi interni in tessuto a fasce multicolori e motivi a fasce adesive sulla carrozzeria, inclusa una vistosa scritta "128 Sport" sotto le portiere anteriori. Con la "Serie Speciale" - che in realtà diventò la versione di normale produzione della 128 sportiva - si concluse quindi la carriera della 128 Coupé, la cui produzione terminò verso la fine del 1979 mentre l'uscita definitiva dal listino avvenne nei primi mesi del 1980.

## Uso nelle competizioni

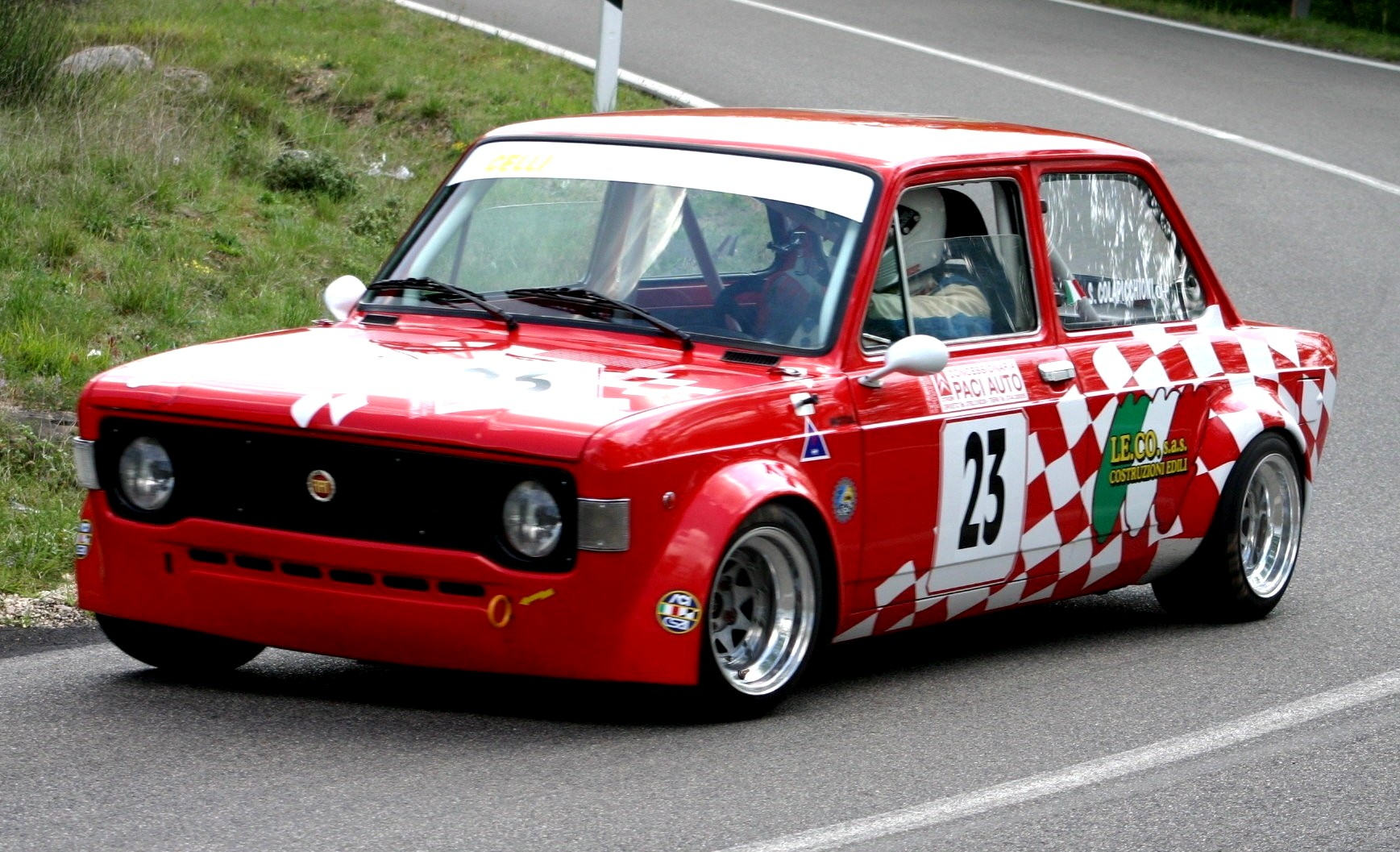
Una Fiat 128 da competizione

La 128 ha avuto anche una carriera particolarmente longeva nelle competizioni, grazie alle buone doti del telaio, alla leggerezza e alla trazione anteriore che la facilitava nei rally. Ancora oggi, nelle gare per auto storiche è una concorrente nella categoria 1,3 litri.
Nello stesso periodo la Federazione Italiana Motonautica (FIM) ha istituito la categoria Entrobordo Corsa FIAT 128 (N) nazionale. Tutte le imbarcazioni erano dotate di motori Fiat 128 1300 cm³ di serie e scafi "a tre punti" del cantiere Lucini & Frigerio. Nell'aprile del 1979 la FIM omologa a Sabaudia il record di velocità (122,87 km/h) e fondo sulle 24 miglia (112,09 km/h) della categoria. Viene anche assegnato per alcuni anni il titolo di campione nazionale FIAT 128(N).

## Produzione estera

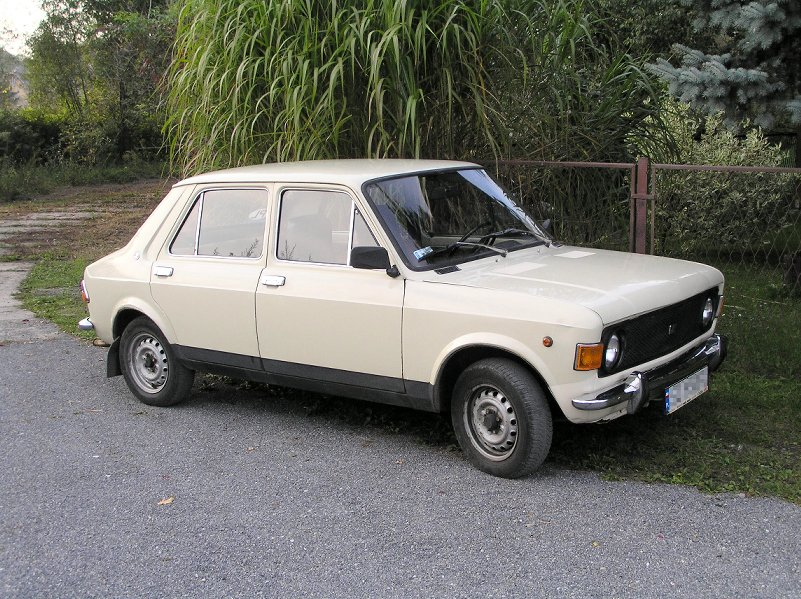
La 128 prodotta dalla Zastava

Prodotta in Italia fino al 1983, nelle versioni berlina e coupé in 3 107 000 esemplari e nella versione X1/9 (questa però d'impostazione completamente diversa: carrozzeria targa, 2 posti, motore centrale e trazione posteriore) in più di 180 000 esemplari, la Fiat 128 fu prodotta su licenza all'estero:

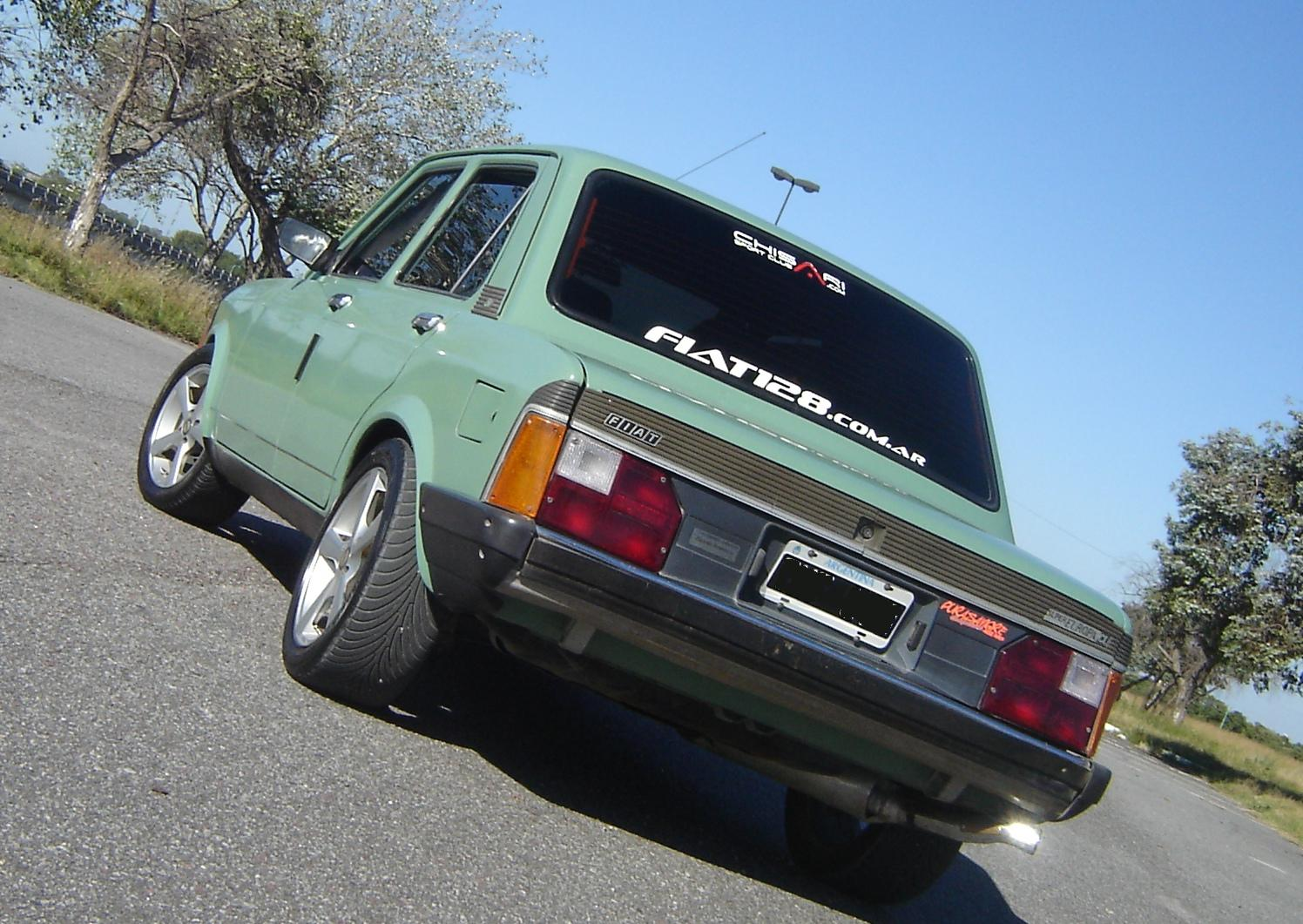
La "128 Super Europa"

- Jugoslavia (sotto il marchio Zastava) con il nome di Zastava 128. Tipica di quel territorio era una particolare versione a tre e cinque porte, nota come Zastava 101, prima e di Zastava Skala 55 poi. La produzione della Zastava 101, iniziata il 15 ottobre 1971 terminò nel 2001 quando venne cambiato nome; fu costruita in 1 031 671 esemplari, mentre è proseguita fino ad ottobre 2008 con il nome di Skala 55.
- In Spagna fu prodotta, con marchio SEAT, la sola versione 128 3P fabbricata in 31 893 esemplari che fu dotata, tra l'altro, anche del motore 1438 cm³ aste e bilancieri, di derivazione Fiat 124S, già montato su Autobianchi Primula coupé S e A111. Venne affiancata una versione disegnata autonomamente dalla SEAT e chiamata SEAT "1200 Sport" che non ebbe grande successo.
- In Egitto presso la consociata locale Fiat Nasco è rimasta in produzione fino al 2009 come "Nasr 128"

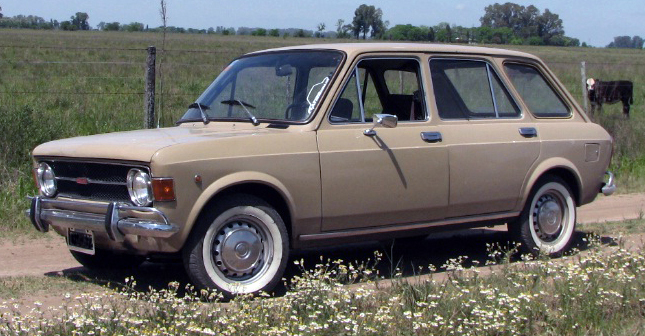
Fiat 128 Rural

- Fiat 128 RuralIn Argentina, oltre alla versione a 4 porte (la versione a 2 porte non fu mai costruita), era presente una interessante versione familiare a cinque porte ("128 Rural"), con terzo finestrino laterale. La produzione presso la Fiat Concord è arrivata a 255 110 esemplari tra il gennaio 1971 e dicembre 1990. La prima serie è sostanzialmente identica alla corrispondente produzione italiana, ma venne subito affiancata da una versione con motore maggiorato a 1 290 cm³ con 67 CV. Nel 1982 la produzione della seconda serie, denominata "128 Europa" e dotata del nuovo motore FIAT da 1 301 cm³ con potenza di 90 CV, rappresentò un altro successo commerciale, anche per essere la prima vettura di costruzione argentina con cambio a 5 velocità; un accessorio molto utile a chi doveva spostarsi sui lunghi tragitti della Pampas. L'ultima versione, la "128 Super Europa", è dotata del propulsore di 1 498 cm³ con 82 CV che consente il montaggio (opzionale) del climatizzatore. Entrambe le versioni "Europa" pur mantenendo inalterata la forma originaria dei lamierati, furono fortemente modificate nell'aspetto con vistose modanature in plastica, nuovi apparati di illuminazione e frontalmente caratterizzate da una calandra similare a quella della Fiat Argenta.